# US-Airways-Flug 1549

Flugbahn des Flugzeuges

Der US-Airways-Flug 1549 (AWE 1549) am 15. Januar 2009 war ein Inlandslinienflug der US Airways vom Flughafen LaGuardia (New York City) nach Seattle/Tacoma im US-Bundesstaat Washington mit geplanter Zwischenlandung auf dem Flughafen Charlotte in North Carolina. Etwa drei Minuten nach dem Abheben – das Flugzeug war im Steigflug und befand sich etwa 1000 m über Grund – bewirkten in die Triebwerke gesogene Kanadagänse (Vogelschlag), dass beide Triebwerke ausfielen. Der Airbus A320-214 flog im Gleitflug weiter. Den Piloten gelang weitere drei Minuten später eine Notwasserung auf dem Hudson River zwischen New York und Weehawken, New Jersey. Alle 155 Menschen an Bord überlebten.

## Flugverlauf
Der Flug hob am 15. Januar 2009 um 15:26 Uhr Ortszeit (20:26 Uhr UTC) von der Startbahn 04 des LaGuardia-Flughafens ab. An Bord der Maschine waren 150 Passagiere und 5 Besatzungsmitglieder. Flugkapitän war Chesley Sullenberger, ein Absolvent der United States Air Force Academy, der zwischen 1973 und 1980 F-4 Phantom bei der U.S. Air Force und seitdem Verkehrsflugzeuge bei US Airways flog. Der Erste Offizier an Bord war Jeffrey B. Skiles. Das Flugzeug war auf dem Weg zu seiner Zwischenlandung auf dem Charlotte Douglas International Airport.
Die Piloten von Flug AWE 1549 meldeten der Flugsicherung in einer Höhe von etwa 975 m (3200 Fuß) über dem Stadtteil Bronx „Vogelschlag und Schubverlust in beiden Triebwerken“ sowie die Absicht, zum Flughafen LaGuardia zurückzukehren. Auf das Angebot der Flugsicherung, eine Landung auf Bahn 13 zu versuchen, antworteten die Piloten, dass man dazu nicht in der Lage sei und „möglicherweise im Hudson enden“ werde. Die Piloten fragten danach eine Notlandung auf dem in Sicht befindlichen Flughafen Teterboro im Bergen County, New Jersey, an, die von der Flugsicherung dort umgehend als verfügbar gemeldet wurde. Als die Flugsicherung ihm die Kursänderung für Landebahn 1 auf Teterboro mitteilte, antwortete er zunächst nur klar verständlich „wir schaffen es nicht“ und ergänzte auf die Frage nach der gewünschten Landebahn „wir werden im Hudson sein“. Die Flugsicherung bat um Wiederholung, was nicht mehr erfolgte. Danach gab es keinen Sprechfunkkontakt mehr zwischen Flugkontrolle und Flug 1549. Wenige Sekunden später meldete sich im Cockpit die künstliche Stimme des Ground Proximity Warning System mit den Worten „Terrain, terrain, pull up!“ Die automatische Warnung erfolgte dann noch zahlreiche Male vor dem Aufsetzen auf dem Wasser.
Etwa sechs Minuten nach dem Abheben setzte das Flugzeug in südlicher Richtung auf dem Hudson River etwa zwischen der 48. Straße in Manhattan und Port Imperial in Weehawken, New Jersey auf. Diese Notwasserung gilt als Meisterleistung des Kapitäns, da die unter den Tragflächen hängenden Triebwerke beim Eintauchen ins Wasser meist asymmetrisch abreißen und der enorme gleichfalls asymmetrische Widerstand das Flugzeug aus der Bahn reißt, wodurch dieses meist zerbricht. In diesem Fall riss zwar auch eines der Triebwerke ab, es gelang dem Kapitän aber dennoch, die Maschine auf Kurs zu halten und so ein Auseinanderbrechen zu vermeiden.
Weil die Fluggeschwindigkeit weniger als 150 Knoten (278 km/h) über Grund betrug, aktivierte sich die Flight Envelope Protection, die zur Vermeidung eines Strömungsabrisses einen zu steilen Anstellwinkel verhindert. Kapitän Sullenberger hatte den Steuerknüppel maximal nach hinten gezogen; das Fly-by-wire-System schwächte diesen Steuerimpuls ab, womit der Airbus mit einem Anstellwinkel von 13 bis 14 Grad und positiver Neigung auf dem Hudson aufkam. Bei einem Strömungsabriss kurz vor der Wasserung wäre es sehr wahrscheinlich zu strukturellen Schäden an der Maschine gekommen und die Anzahl der Verletzten wäre hoch gewesen. Die Stelle der Notwasserung liegt weniger als 1,6 km vom Times Square entfernt; drei Fähranlegestellen befinden sich in weniger als 1 km Entfernung. Vor der Notwasserung überflog das Flugzeug die George Washington Bridge laut Radardaten mit etwa 270 m (900 Fuß) Höhenabstand.
Die Notwasserung wurde durch mehrere Gebäudeüberwachungskameras und teilweise durch eine Kamera der US-Küstenwache aufgezeichnet.
Nachdem die Maschine zum Stillstand gekommen war, leitete die Kabinencrew umgehend die Evakuierung ein. Die Passagiere und Besatzungsmitglieder verließen das Flugzeug teils durch die vorderen Ausgänge in die als Rettungsfloß dienenden Notrutschen und teils durch die Notfenster, die sie direkt auf die Tragflächen des sehr langsam sinkenden Flugzeugs führten. Der Flugkapitän verließ das Flugzeug als Letzter, nachdem er sich zweimal durch eine komplette Begehung des gesamten Flugzeuges davon überzeugt hatte, dass alle Passagiere und Besatzungsmitglieder das Flugzeug verlassen hatten (→Der Kapitän geht als Letzter von Bord).
In der Geschichte der Luftfahrt war dies erst die vierte Notwasserung eines Düsenflugzeugs ohne den Verlust von Menschenleben und erst die zweite eines Flugzeuges mit unter den Tragflächen angebrachten Strahltriebwerken (das erste war eine DC-8 mit kleineren Triebwerken, zudem gab es davon vier).

## Fluggerät
Der Airbus mit dem Luftfahrzeugkennzeichen N106US wurde 1999 in Dienst gestellt und war mit zwei CFM-International-Triebwerken vom Typ CFM56-5B4/P ausgestattet, von denen eines bei der Notwasserung abriss. Anfangs war fälschlich berichtet worden, beide Triebwerke seien abgerissen. Der Airbus trieb nach der Notwasserung auf dem Hudson und wurde nach der Rettung der Insassen zu einem Pier in der Nähe von Brookfield Place geschleppt, etwa sechs Kilometer von der Stelle der Notwasserung entfernt. Er wurde dort vertäut, um zu verhindern, dass er von der Strömung auf den Atlantischen Ozean hinausgetrieben wird, und am 18. Januar 2009 an Land gebracht.
Der Airbus A320 verfügt über einen Schalter zur Vorbereitung auf die Notwasserung, durch den alle Ventile im unteren Teil des Flugzeugrumpfs geschlossen werden können, um die Schwimmfähigkeit des Flugzeugs zu verbessern. Dieser ditch mode war vor der Notwasserung nicht aktiviert worden, weil er erst am Ende des Notfallhandbuchs erwähnt wird.
Die Handlungsabläufe für ein Notwassern sind im Notfallhandbuch für Flughöhen um die 10.000 Fuß vorgesehen; die Besatzung von Flug 1549 hatte keine Zeit dazu, diese Checkliste abzuarbeiten und den Notwasserungs-Modus zu aktivieren.

## Rettung

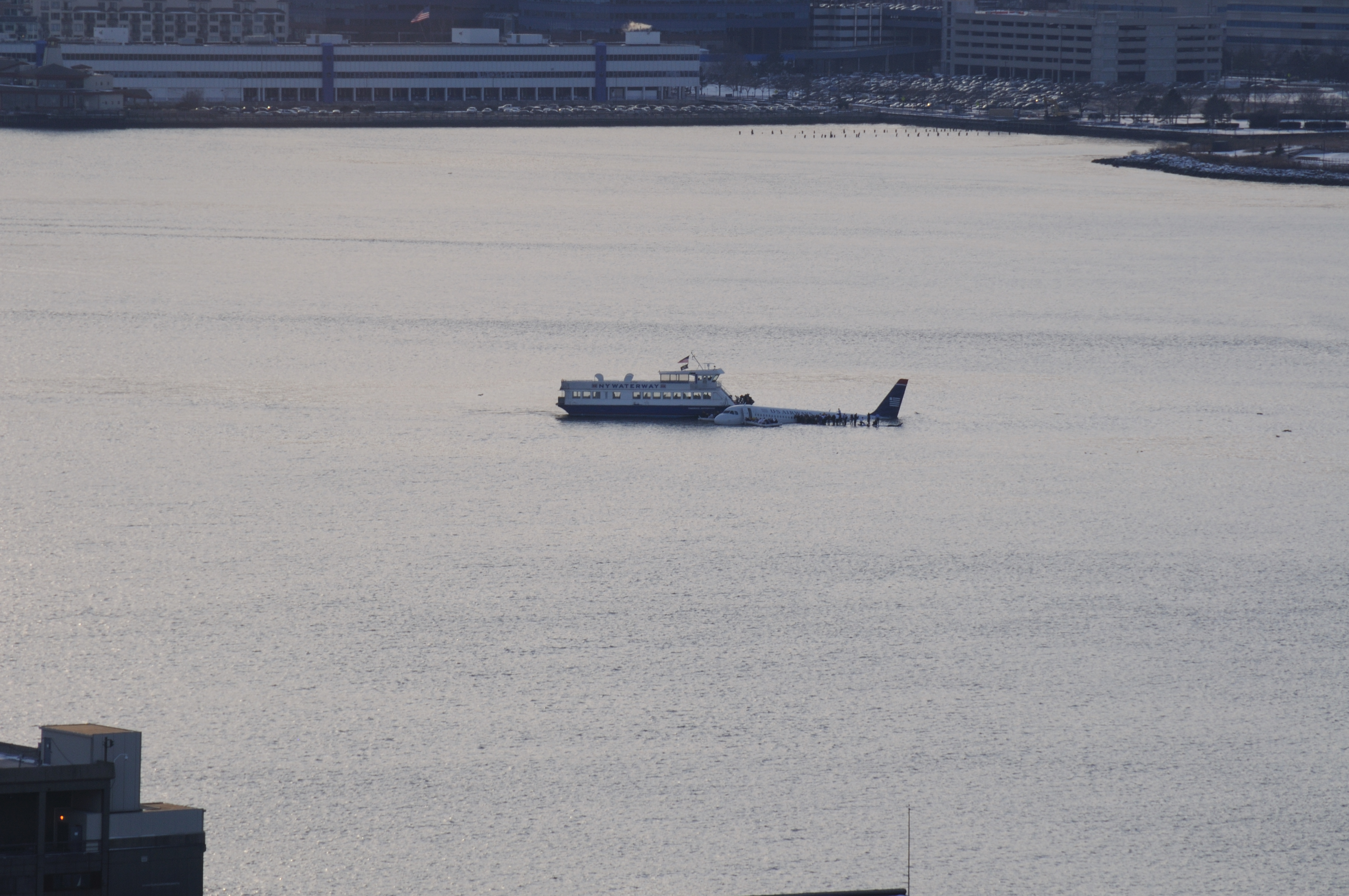
Etwa dreieinhalb Minuten nach der Wasserung trifft die erste Hafenfähre ein

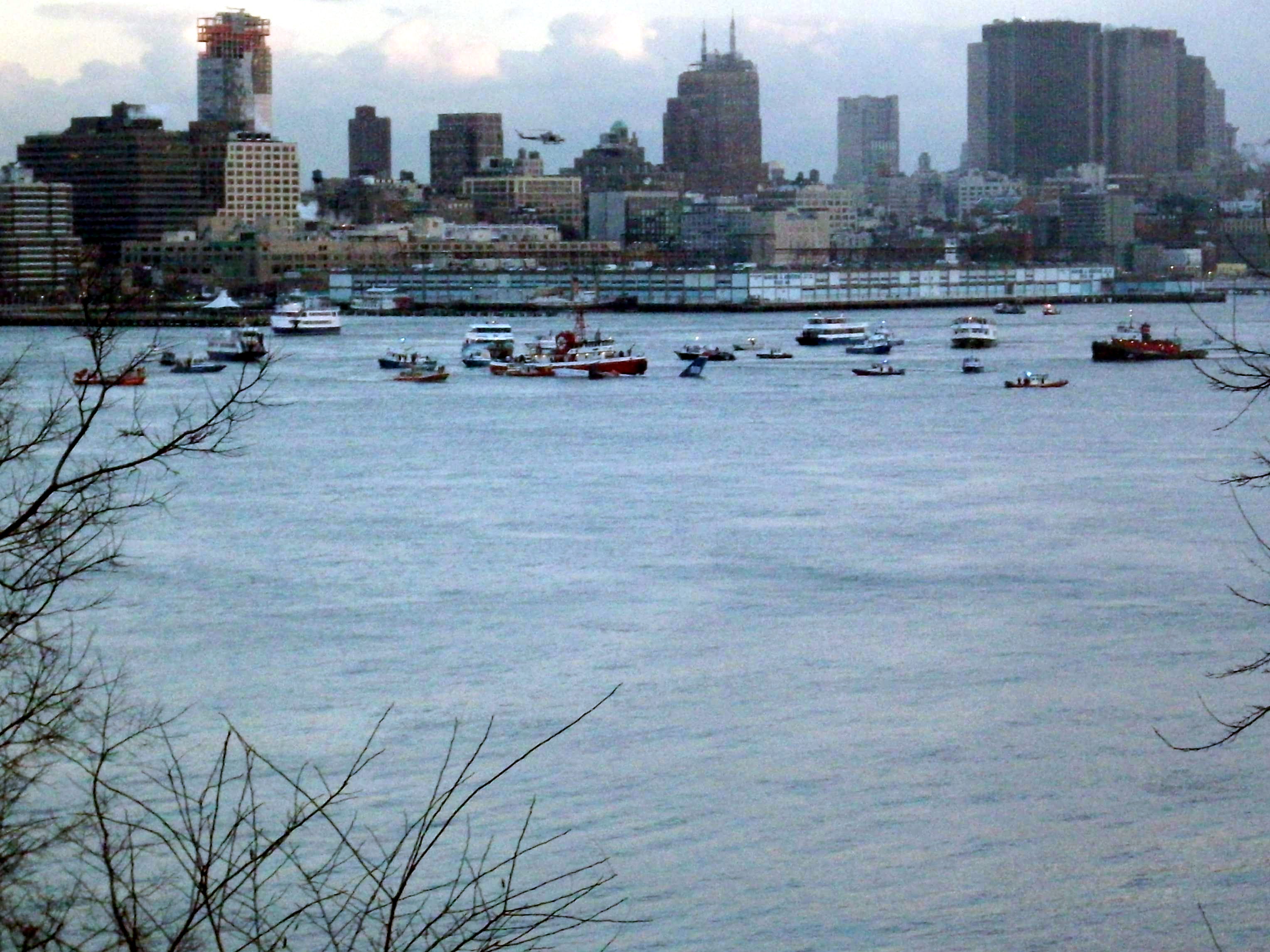
Das auf dem Hudson River treibende Flugzeug, umgeben von Fähren und Schiffen der Küstenwache, FDNY, NYPD.

Unmittelbar nach der beobachteten Notwasserung des Flugzeuges änderten faktisch alle den Hudson befahrenden Schiffe ihren Kurs und eilten mit Höchstgeschwindigkeit zu Hilfe. Weniger als vier Minuten nach der Notwasserung traf die erste Fähre von den nahegelegenen Fährterminals ein, weitere folgten unmittelbar und auch Schlepper trafen ein und nahmen die ersten Passagiere des Flugzeugs an Bord. Kurz danach trafen das Feuerlöschboot John D. McKean der New Yorker Feuerwehr sowie Boote und Hubschrauber der Küstenwache und der New Yorker Polizei am Unfallort ein und retteten die Passagiere aus dem Wasser und von den Tragflächen, auf die sie sich teilweise begeben hatten. Andere hatten sich auf die aufgeblasenen Notrutschen gerettet. Die Bordwände der Fähren waren über zwei Meter hoch; die Passagiere konnten sie ohne Hilfsmittel nicht erklimmen. Die Schiffsbesatzungen ließen Strickleitern und Netze herab, sie warfen auch vorsorglich Rettungswesten und -ringe ins Wasser.
Alle Passagiere und Besatzungsmitglieder konnten dank der professionell agierenden Kabinencrew gerettet werden, etwa zwei Drittel von ihnen erlitten leichtere Verletzungen oder mussten wegen Unterkühlung (die Wassertemperatur des Hudson betrug 5 °C) in Krankenhäusern behandelt werden; insgesamt wurden fünf Personen als schwerverletzt registriert. Die New Yorker Feuerwehr war mit 35 Rettungswagen im Einsatz, weitere Rettungswagen wurden durch verschiedene andere Organisationen zur Verfügung gestellt, auch auf der New-Jersey-Seite des Flusses. Die meisten Verletzten wurden in das Saint Vincent’s Catholic Medical Center in Greenwich Village oder ins St. Luke’s-Roosevelt Hospital Center gebracht. Später wurde bekanntgegeben, eine tiefe Schnittwunde im Bein einer Flugbegleiterin sei die schwerste Verletzung gewesen.
Der scheidende US-Präsident George W. Bush und sein Nachfolger Barack Obama gratulierten dem Piloten telefonisch zu seiner herausragenden Leistung. Obama lud ihn, seine Familie und die Besatzung des Fluges 1549 zu seiner Amtseinführung als US-Präsident fünf Tage später ein.

## Bergung der Maschine

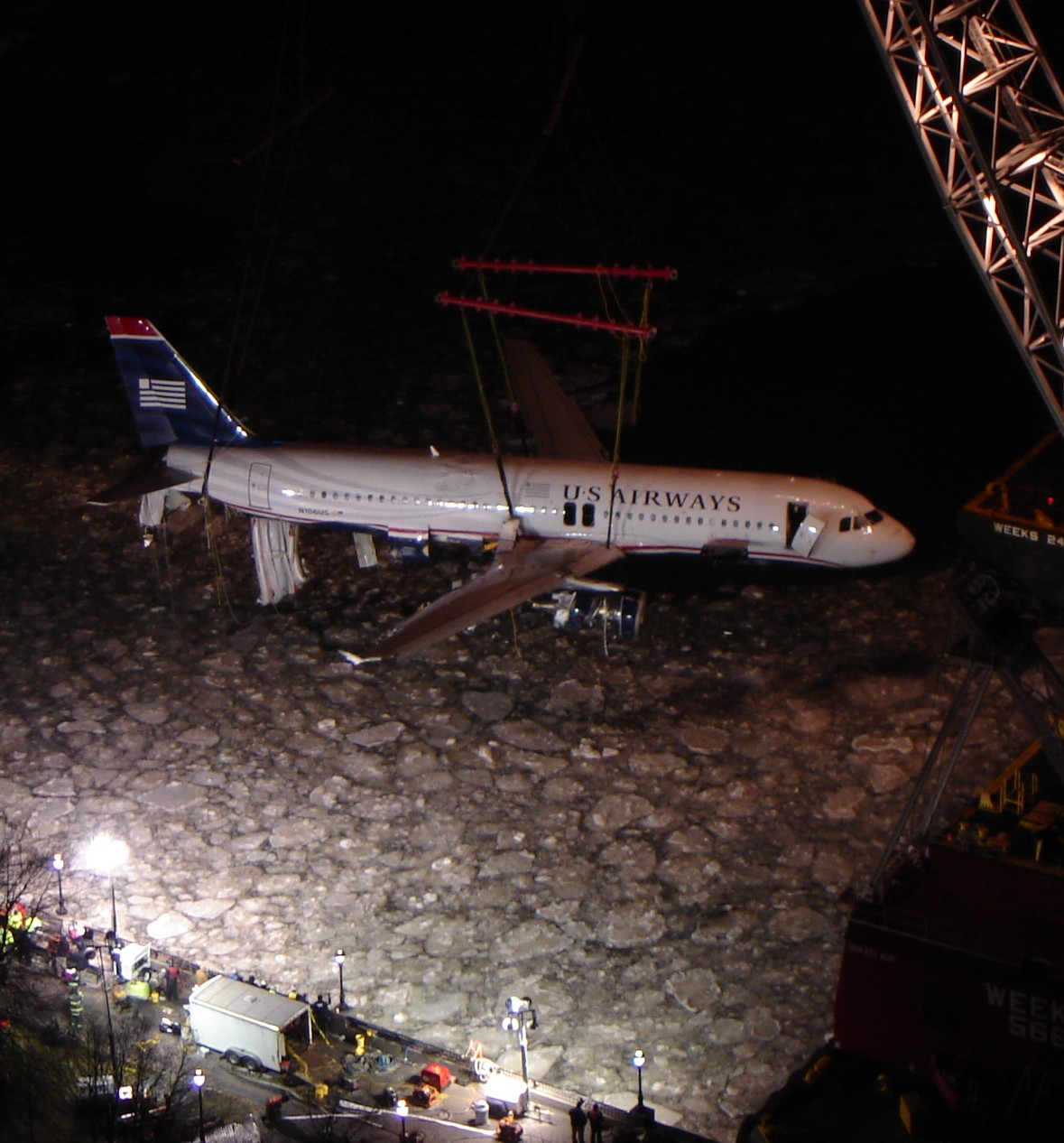
Bergung des Wracks

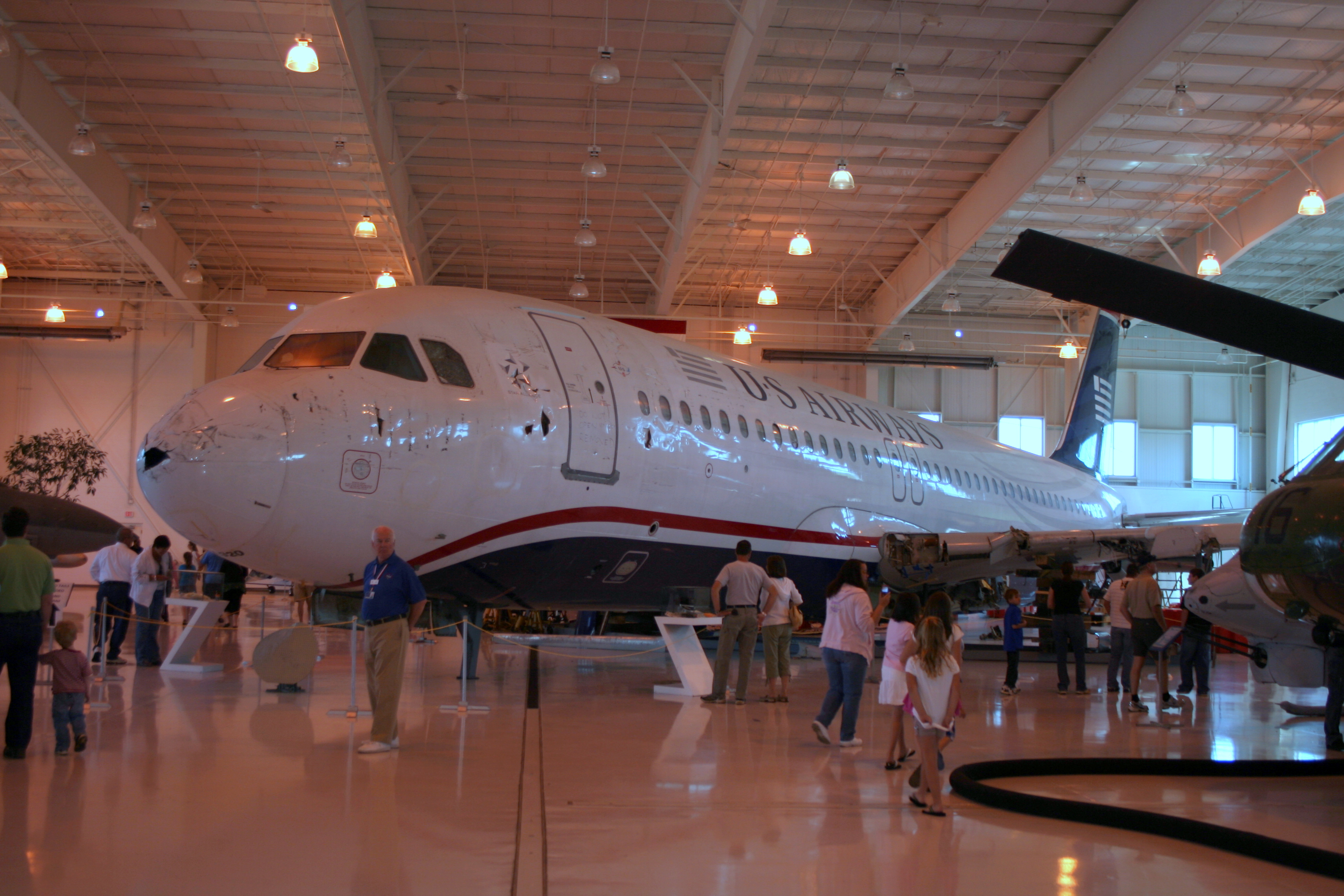
Wrack des Airbus im Luftfahrtmuseum von Charlotte

Die Maschine wurde drei Tage nach dem Unfall geborgen. Sie wies Beschädigungen am rechten Triebwerk auf, das linke war abgerissen. Auch die Unterseite des Rumpfes war stark beschädigt. Die Flugdatenschreiber wurden ausgewertet und bestätigten den Ausfall beider Triebwerke. Das linke Triebwerk wurde am 23. Januar 2009 von Tauchern geborgen.
Das aus dem Fluss geborgene und größtenteils intakt gebliebene Flugzeug wurde als Totalschaden abgeschrieben. Nach der Untersuchung durch das NTSB wurden der Rumpf und die nach der Bergung zum Transport abgetrennten Tragflächen und Leitwerke der Versicherung Chartis Insurance übergeben. Bis zum 27. März 2010 konnten Gebote abgegeben werden; die stark beschädigten Teile wurden an den Meistbietenden verkauft. Das Flugzeug wurde am 10. Juni 2011 in das Luftfahrtmuseum von Charlotte (North Carolina) gebracht. Für den Transport blieben die Tragflächen und Leitwerke demontiert. Im Museum ist die nun wieder komplettierte Maschine als ständiges Ausstellungsstück aufgestellt. (35° 13′ 12″ N, 80° 55′ 50″ W)

## Untersuchung der Ursache
Das National Transportation Safety Board (NTSB) und Airbus schickten Experten nach New York City, um die Ursache des Flugunfalls zu ermitteln.
Das NTSB bestätigte, dass Vogelreste in beiden Triebwerken gefunden wurden. Die gefundenen Vogelreste konnten Kanadagänsen zugeordnet werden, die bei einer Flügelspannweite von 1,60 m jeweils 4 kg wogen.

## Verfilmung
Die Ereignisse des Vorfalls wurden von Clint Eastwood unter dem Titel Sully (2016) verfilmt. Tom Hanks besetzte die Hauptrolle des Kapitäns Sullenberger, in weiteren Rollen sind unter anderem Aaron Eckhart, Laura Linney und Anna Gunn zu sehen. Der Film lief am 9. September 2016 in den amerikanischen Kinos an, und der deutsche Kinostart war am 1. Dezember 2016.
In der kanadischen Fernsehserie Mayday – Alarm im Cockpit wurde der Unfall im Jahr 2011 in der fünften Folge der 10. Staffel als Hudson River Runway (deutscher Titel: Notlandung im Hudson River) nachgestellt.